# Comores

Comores

Les Comores, oficialment Unió de les Comores (francès: Union des Comores; àrab: الاتحاد القمري, al-Ittiḥād al-Qumurī, ‘la Unió Comoresa’), són un estat insular africà situat a l'extrem septentrional del canal de Moçambic, a l'oceà Índic, entre el nord de Madagascar i el nord de Moçambic. El país consisteix en tres illes volcàniques: Grande Comore o Ngazidja, Mohéli o Mwali, i Anjouan o Nzwani, mentre que l'altra illa de l'arxipèlag, Mayotte, continua depenent de França tot i que és reclamada pel govern de les Comores. La capital és Moroni.
Les Comores van ser una colònia francesa (des de 1841), obtingueren la independència l'any 1978 i esdevingueren una república islàmica federal fins a l'any 2002. L'illa de Mayotte, la més meridional de l'arxipèlag, es va estimar més continuar sota govern francès.

## Història
Plini esmenta una illa de nom Damnia de situació coincident amb les Comores i que Von Wismann identifica amb Domoni (a Anjoan) que antigament va donar nom a l'illa. Al segle xv i fins al XVI els geògrafs i navegants àrabs no usaven el nom de Kumr (del que deriva Comores i que correspon a unes muntanyes) més que per l'illa de Madagascar, i les illes Comores no tenien nom conjunt, només cadascuna el seu particular.
Els primers traços de població daten del segle vi i es creu que fou una onada de pobles austronesians, A Anjoan almenys ja hi vivia una raça antiga, coneguts com els antalaotra, d'extracció malaio-indonèsia que hauria emigrat a l'illa en algun moment durant el primer mil·lenni i s'hi hauria establert després d'haver passat per Madagascar. A la Gran Comora i a Anjoan hi ha tradició oral sobre sobirans anteriors als shirazi.
La llegenda diu que foren poblades per dues famílies àrabs procedents d'Aràbia pocs anys després de la mort del rei Salomó d'Israel, però la realitat és que això no deixen de ser llegendes i que els primers pobladors van ser bantus de la costa d'Àfrica oriental. Una crònica les esmenta erròniament com illes Wa-Mizi i Tungi, nom de localitats, ja que la població de Mizi ja és esmentada per Plini i correspon a Kilwa Wisimani, i Tungi és la ciutat de Tungui, al sud del cap Delgado.
És possible que comerciants àrabs o perses haguessin arribat a aquestes illes ocasionalment a partir del segle xi tot i que estaven fora de la zona de navegació, i amb ells van arribar els bantus de la costa d'Àfrica oriental. Una tribu d'esclaus d'Anjoan porta el nom de Makwa i correspon als macues del rerepaís de Tungui i probablement foren aquesta ètnia la que va poblar les illes almenys en gran part.
A la Gran Comora els ma-fey o ma-fe (caps, en suhaili fu o fumu) van fundar i governar onze poblacions abans de ser derrotats pels ma-beja (suhaili wa-mbeja). A Anjoan els beja són considerats la primera casa regnant, havent estat reemplaçats per caps portant el títol de fani. Els darrers porten noms àrabs com Ali o Isa el que suggereix que els comerciants àrabs i perses ja havien difós la seva cultura àmpliament al segle xv encara que el nivell d'islamització que pogués existir és desconegut. Els shirazis musulmans (tot el seu nom, àrabs principalment, potser amb algun persa) van arribar cap a la part final del segle xii o el principi del segle xiii. Per la força de les armes o per matrimoni van aconseguir el poder a les quatre illes. L'ancestre del clan dels shirazis fou Muhammad ibn Isa; aquest clan fou el veritable fundador del poder islàmic a les illes. A la meitat del segle xvi es van construir les primeres mesquites a Tsaweni (Gran Comora), a Sima i a Domoni (a Anjoan), i a Chingoni (a Mayotte). En aquest segle foren visitades pels portuguesos que no s'hi van establir.
Els segles xvii, xviii i xix foren marcats per conflictes dinàstics interns molt complicats combinats amb invasions de tribus de Madagascar, sakalaves i betsimisarakes. Al segle xviii va començar la influència política de francesos i britànics a la zona. Aleshores Gran Comora estava dividida en onze territoris independents un de l'altra: Bajini, Dombe, Bambao, Hambu, Itsandra, Hamamvu, Mitsamihuli, Mbude, Mbaku, Washili i Hamahame, governades per sultans que rarament reconeixien la supremacia d'un d'entre ells.
Els shirazis governaven a Chingoni, a Mayotte, d'ençà el segle xvi i com en altres illes van tenir serioses dificultats internes amb l'afegit dels intents del sultà d'Anjoan de sotmetre l'illa. El 1832 el darrer sultà shirazi, Boina Kombo bin Amadi, va cedir l'illa a Ramenetaka, noble malgatxe de la tribu dels hoves, que governava ja a Moheli, que el 1835 o 1836 fou derrotat per sakalava Dia-Ntsoli o Andriantsoly (conegut a Europa com Adrià Tsouli) que es va declarar vassall del sultà d'Anjoan, de manera nominal per agafar al cap de poc el títol de sultà. El 23 de març de 1841 Adrià va cedir l'illa a França que va ratificar la cessió el 13 de juny de 1843, passant a ser una colònia dependent de Reunion, fins al 30 de març de 1896 quan fou posada sota dependència de Madagascar (fins al 25 de juliol de 1912).
El sultà de Bambao Ahmad (Mwinye Mku) (1793-1875) fill del xeic Ngome de Pate (al país suahili del nord) i de Mwana Mtiti, germanastre d'una sultana de la Gran Comora, ja que les dones regnaven sovint i l'ascendència materna tenia el màxim prestigi, va aconseguir durant alguns anys unificar l'illa, fins que fou derrotat per Musa Fumu d'Itsandra. La rivalitat entre Sayyid Ali bin Saidi Omar, net de Mwinye Mku, afavorit per França, i Musa Fumu (que va morir en presó el 1883) que tenia el suport britànic i el del sultà de Zanzíbar, va marcar els darrers anys d'independència. El 24 de juny de 1886, amb l'oposició dels altres 10 sultans, Ali, que es proclamava sobirà de tota l'illa (Ngazidja) signava un tractat de protectorat amb França. Els onze sultanats foren suprimits el 6 de gener de 1892 i Sayyid Ali fou enviat a l'exili a Diégo Suarez el 19 de setembre de 1893 i el 1897 a la Reunion. L'illa va restar formalment un protectorat. El 1911 es va proclamar l'annexió (colònia) que fou ratificada el 23 de febrer de 1914.
A Anjoan la situació política estava marcada per la rivalitat entre les dues principals ciutats, Domoni, la capital dels shirazis (que inicialment la tenien a Sima) i Mutsamudu que al final del segle xviii havia esdevingut el principal centre comercial i polític quan el poder va passar del clan (kabila) dels Al Madwa al clan dels Al Masila, els dos originaris d'Hadramaut. Els conflictes interns foren constants fins al regnat de Sultan Salim ibn Alawi (1842-1855) i el seu fill Abd Allah III (1855-1891) mort el 2 de febrer de 1891, que igualment el 1886, una mica abans que Gran Comora, el 21 d'abril de 1886, signava un tractat de protectorat. El sultanat va subsistir fins al 25 de juliol de 1912 quan fou abolit i l'illa declarada colònia.
L'illa de Moheli fou sempre dependència d'Anjoan fins que vers el 1830 se'n va apoderar el malgaix hova Ramanetaka que més tard es va fer musulmà i va agafar el nom d'Abderremane. El 1835 o 1836 el sultà d'Anjoan va enviar al sakalava Dia-Ntsoli o Andriantsoly (conegut a Europa com Adrià Tsouli) que va recuperar Mayotte (on el conqueridor no va tardar a declarar-se sultà) i Abderrahmane va conservar el poder a Moheli fins a la seva mort el 1842 i el va succeir la seva filla Raketaka Jombe Sudy (nascuda vers 1836 - morta el 1878) que el 1851 va agafar el nom de Jumbe Fàtima bint Abderremane. Un descendent va signar el tractat de protectorat amb França el 26 d'abril de 1886, cinc dies després d'Anjoan. Moheli va tenir un resident fins al 1889 quan la residència fou eliminada i va passar a dependre del resident a Anjoan. El sultanat que ja estava suspès fou abolit formalment el 1909 però l'illa va restar formalment un protectorat fins al 25 de juliol de 1912.
El 5 de setembre de 1887 les illes van agafar el nom de Protectorat de les Comores i el 9 d'abril de 1908 fou posat sota dependència de Madgascar a la que ja havia estat agregada abans la colònia de Mayotte. El 1911 Gran Comora fou declarada colònia i el 25 de juliol de 1912 van seguir Anjoan i Moheli, i unides a Gran Comore i Mayotte van passar a ser una colònia subordinada a Madagascar, anomenada colònia de Mayotte i dependències, ratificada la situació el 23 de febrer de 1914. Fins al 1946 les quatre illes depengueren de Madagascar. Del 16 de juny de 1940 a 1942 l'administració colonial fou lleial a Vichy com Madagascar. El 25 de setembre de 1942 Madagascar i les illes Comores foren ocupades per forces britàniques en cooperació amb la França Lliure.
El 9 de maig de 1946 adquiriren autonomia administrativa; l'11 de desembre de 1958, aprovada la nova Constitució francesa, optaren per convertir-se en territori d'ultramar, i del 22 de desembre de 1961 al 22 de desembre de 1974 gaudiren d'una plena autonomia interna.
En aquesta data del 1974 un referèndum popular es pronuncià per la independència total, decisió que adoptà oficialment la Cambra de Diputats del país el 6 de juliol de 1975, anomenant president a Ahmed Abdallah. Però aquest fou enderrocat el 4 d'agost, en un cop d'estat pro francès. Dos dies després, es creà el Consell Revolucionari Nacional, que assumí provisionalment els poders, els quals, posteriorment, foren transferits al Consell Executiu Nacional, presidit pel príncep Said Muhammad Jafar. El 2 de gener de 1976 el ministre de defensa, Alí Soilih, considerat d'esquerres, assumí la presidència, en la qual romangué fins al mes de maig de 1978, data en què fou substituït per un directori militar. L'1 d'octubre s'aprovà una nova Constitució de tipus federal i el 22 del mateix mes l'expresident Ahmed Abdallah fou elegit novament president amb amples poders. El 1979 l'Assemblea Federal establí un règim de partit únic i el 1982 el president Abdallah dissolgué el Consell de Ministres i l'Assemblea. El 30 de novembre de 1984 Ahmed Abdallah fou reelegit president per un nou període de sis anys. El 3 de març de 1985 forces lleials al president pogueren reprimir una temptativa de cop d'Estat.
Les eleccions legislatives de març de 1987 demostraren una vegada més l'absència de llibertats democràtiques a l'arxipèlag. L'únic partit legal, Unió pel Progrés de les Comores (UPC), assolí la totalitat dels 42 escons de l'Assemblea Federal de les Comores. Malgrat tot, el poder polític del president Ahmad Abdallah depenia cada cop més, de la seva guàrdia personal, dirigida pel mercenari d'origen francès Bob Denard, el qual venia desenvolupant un paper fonamental en els afers d'Estat des del moment de la independència de les illes Comores, el 1975. De fet, l'arxipèlag s'havia transformat en un protectorat de la República Sud-africana, país que finançava la permanència de la guàrdia presidencial a canvi de la utilització de llurs infraestructures (port i aeroport), tant en favor de les línies aèries sud-africanes com per proporcionar ajuda militar a la guerrilla moçambiquesa del RENAMO.
Encara que França tenia cada vegada menys influència en les Comores, a causa de la protecció concedida a l'illa de Mayotte (declarada col·lectivitat territorial sota sobirania francesa), continuà sent la principal font d'ajuda exterior de l'arxipèlag. Encara que l'econòmia de les Comores es veié seriosament afectada per la caiguda de llurs principals exportacions (vainilla, cacau i altres espècies tropicals) en una conjuntura desfavorable del comerç internacional de productes agrícoles tropicals. El novembre de 1989 el president Abdallah fou assassinat per la seva guàrdia presidencial en un confós cop militar atribuït al mercenari Bob Denard, poc temps després del referèndum, celebrat el 4 d'aquell mateix mes, mercès al qual s'havia aprovat una esmena constitucional que li hagués permès un nou manament de sis anys, una vegada finalitzats els dos anteriors el 1990. Amb això acabava, tràgicament, el llarg període en la presidència del líder independentista Ahmed Abdallah.
Assumí la direcció de l'Estat de manera interina Said Mohamed Djohar, president de la Cort Suprema, mentre la guàrdia presidencial dirigida per Bob Denard controlava realment les illes. Però tanmateix tant Sud-àfrica, principal suport de Bob Denard, com França denunciaren la presa de poder per part d'ells i, després de complexes negociacions, assoliren que Denard acceptés retirar-se a Sud-àfrica juntament amb llurs seguidors. Al mateix temps, un destacament de paracaigudistes francesos, procedents de l'illa de Mayotte, assegurava l'ordre públic a Moroni, prenent el relleu a diversos vaixells de guerra francesos que havien romàs enfront del port de la capital per a pressionar el nou règim mercenari. El nou president interí anuncià una amnistia de tots el presoners polítics i pactà amb l'oposició la celebració d'eleccions presidencials el gener del 1990, a les que deurien seguir eleccions legislatives multipartidistes per democratitzar l'Assemblea Federal.
Les primeres eleccions democràtiques a la presidència de la República tingueren lloc el 4 de març d'aquest any, després de ser endarrerides en dues ocasions, però cap dels vuit candidats assolí la majoria, pel que s'efectuà una segona volta l'11 de març, amb dos candidats: el president interí Said Mohamed Djohar (com a líder d'una ampla coalició que incloïa a algun dels candidats descartats en la primera volta) i Mohamed Taki Abdulkarim, ex portaveu de l'Assemblea Nacional, que havia retornat de l'exili per dirigir la Unió Nacional per la Democràcia de les Comores (UNCD). Els resultats dels comicis van donar guanyador a Djohar, amb el 55% dels vots, el qual nomenà un govern de coalició amb la incorporació d'alguns dels candidats que havien recolzat la seva elecció, com el príncep Said Alí Kemal (líder del Partit Unitat i Fraternitat de les illes Chuma), el qual es transformava de fet en la segona personalitat política del país.

## Problemes polítics
Amb la celebració d'aquestes primeres eleccions presidencials no es resolgueren, tanmateix, els problemes interns de les Comores, ja que el president Djohar no semblava gaudir del prestigi suficient per assegurar ni la reconciliació nacional ni el lideratge del fins llavors partit del país, la Unió pel Progrés de les Comores. A més, els partidaris de Mohamed Taki seguiren protagonitzant incidents als que el Govern va haver de fer-hi front els amb l'ajut de les Forces Armades. Els fets més greus ocorrien a mitjans d'agost quan un grup de revoltats intentà atacar les instal·lacions que posseïen en l'illa de Njazidja (Gran Comore) diversos residents francesos, amb el fi declarat de forçar la retirada dels paracaigudistes d'aquesta nacionalitat que encara assegurava l'ordre a l'arxipèlag. Malgrat que el president acusà una volta més al líder de l'oposició d'estar darrere d'aquestes accions, l'origen del que semblava un intent de cop d'Estat era més complex, com ho demostraren les múltiples detencions que es practicaren duran les setmanes posteriors i que incloïen al mateix ministre de l'Interior, Ibrahim Halidi.
La situació política continuà confusa el 1991, amb un nou intent de derrocar a Djohar, en el mes d'agost, aquesta vegada mitjançant una decisió del Tribunal Suprem que el declarava deposat del càrrec, però pogué mantenir-se en el poder mercès el suport de les Forces Armades, dirigides per paracaigudistes francesos. El novembre, 22 partits polítics formaren un pacte nacional i, a finals d'any, es formà un Govern d'unió nacional coordinat per Mohamed Taki, que fou destituït el juliol següent. El juny de 1992 fou aprovada una nova Constitució i, el novembre, se celebraren eleccions per l'Assemblea Federal.
A principis de 1993 fou anomenat primer ministre Ibrahim Halidi, que el maig fou substituït per Sahid Alí Muhamed. No obstant això, el juny, el president Djohar dissolgué l'Assemblea i designà com a nou primer ministre en Ahmed Ben Cheick. Després de les eleccions de desembre de 1993 accedí al càrrec de primer ministre Mohamed Abdou Madi. El mercenari francès Bob Denard, que havia estat jutjat a París el febrer de 1993 pels tribunals francesos acusat de donar mort a l'expresident Abdallah i aparentment vivia retirat en les Landes, protagonitzà el setembre de 1995 el seu quart cop d'Estat: un grapat d'homes ocupà la capital i feu presoner al president Djohar, però dies després una força d'intervenció francesa avortà l'intent.
Els francesos van enviar a Djohar a la Reunion, i el protegit de París Mohamed Taki Abdulkarim va ser elegit president. Va dirigir el país des del 1996 amb diverses crisis de govern i sindicals, supressió del govern i conflictes secessionistes fins a la seva mort el novembre de 1998. El va succeir l'interí Tadjidine Ben Said Massounde. El 1997 les illes d'Anjoan i Moheli van declarar separadament la independència en un intent de restaurar la sobirania francesa, però França va rebutjar la seva petició i es van produir sagnants enfrontaments entre les forces federals i les tropes rebels. L'abril de 1999 el coronel Azali Assoumani, cap de l'estat major de l'exèrcit, agafava el poder en un sagnant cop d'estat, i deposava al president interí Massounde, al·legant la debilitat del govern enfront de la crisi nacional. Aquest fou el 18è cop d'estat de Comores des de la independència el 1975. Azali, no va aconseguir consolidar el seu poder i restablir el control sobre les illes secessionistes que foren criticades per la comunitat internacional. La Unió Africana sota els auspicis del president Thabo Mbeki de Sud-àfrica va imposar sancions a Anjouan per ajudar a iniciar negociacions de reconciliació. El nom oficial del país fou canviat a Unió de les Comoros i un nou sistema d'autonomia política per cada illa, fou establert, a més d'un govern federal.
Azali va dimitir el 2002 per participar en les eleccions a la presidència, eleccions que va guanyar. Sota pressió internacional pel seu origen militar i colpista i per haver exercit el poder per la força i no sempre de manera democràtica, Azali va portar al país als canvis constitucionals exigits que van suposar noves eleccions. A l'inici de 2005 una llei va definir les competències de cada govern per ser implementades en els anys següents. Les eleccions del 2006 foren guanyades per Ahmed Abdallah Mohamed Sambi, un clergue musulmà sunnita anomenat l'aiatol·là per haver estudiat islam a l'Iran. Azali va respectar els resultats i va permetre el primer canvi pacífic de president de la història de les illes.
El coronel Mohammed Bacar, un antic gendarme entrenat pels francesos, va agafar el poder com a president d'Anjouan el 2001. El juny de 2007 va posar el seu càrrec a plebiscit (que fou rebutjat pel govern federal i la Unió Africana). El 25 de març de 2008 centenars de soldats de la Unió Africana i el govern federal van ocupar la rebel Anjoan sent ben rebuts per la població, ja que hi havia informacions de centenars, potser milers, de torturats durant el govern de Bacar. Alguns rebels van morir o van ser ferits en la lluita, però no hi va haver dades oficials; almenys 11 civils foren ferits. Alguns oficials foren empresonats. Bacar va poder fugir en llanxa ràpida al territori francès de Mayotte on va demanar asil. A les Comores després de la invasió es van fer manifestacions de protesta contra França demanant l'entrega de Bacar.
Des de la independència les Comores han tingut almenys 20 cops o intents de cop d'estat.

## Geografia

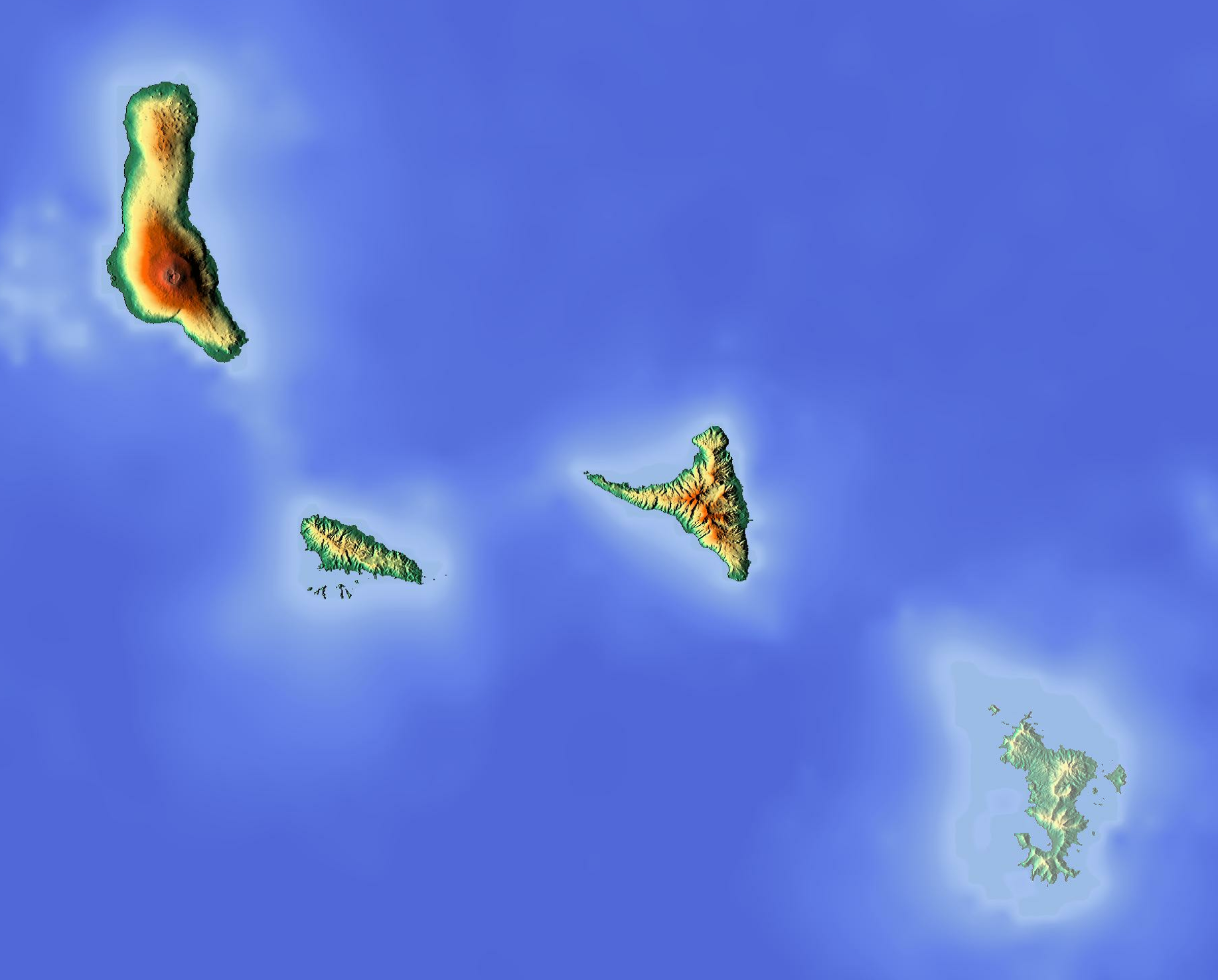
Mapa topogràfic de les Comores.

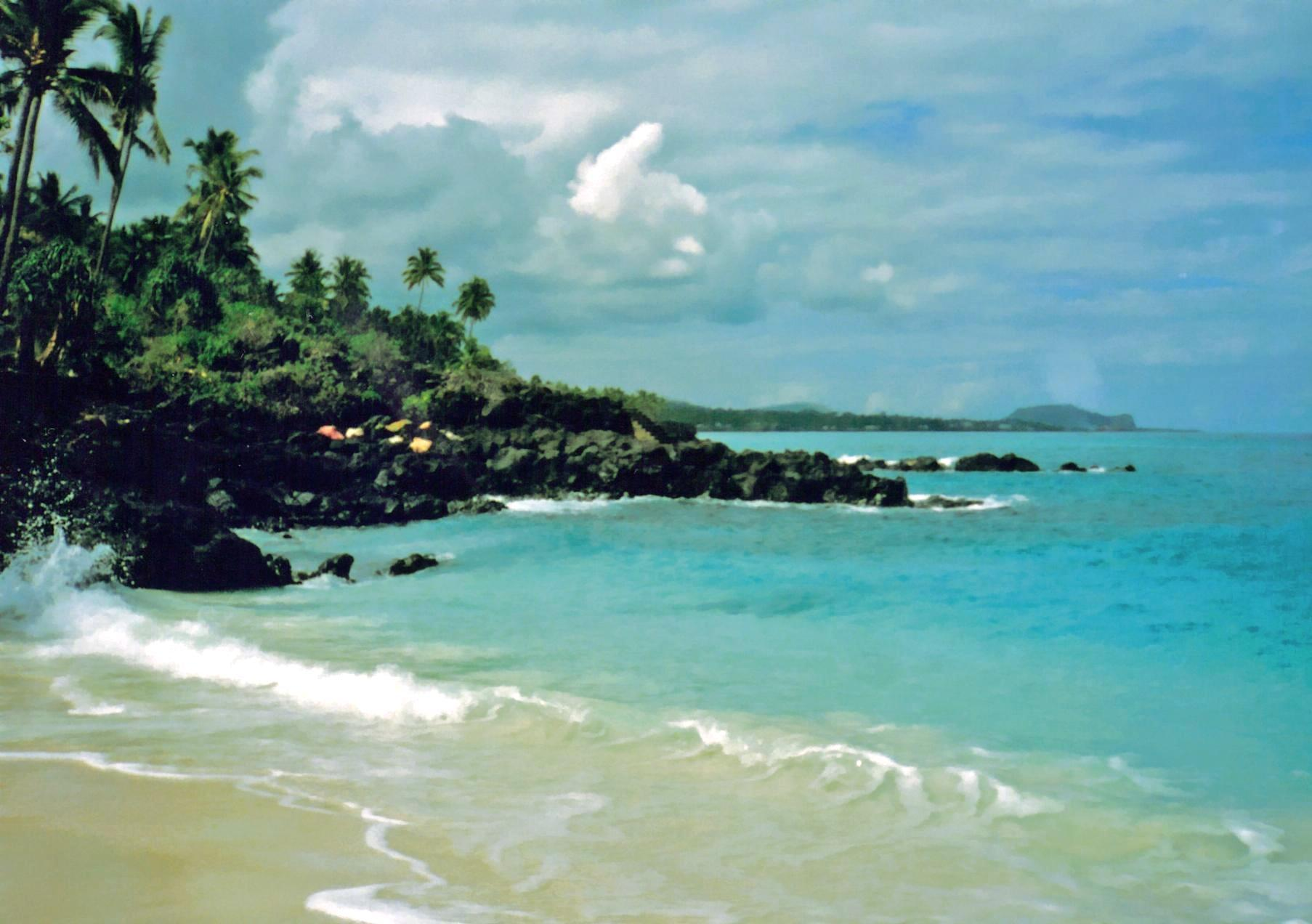
Comores és un país insular a l'oceà Índic.

Comores és un petit país d'Àfrica i forma part de l'arxipèlag de les Comores, format de nord-est a sud-est per l'illa Gran Comore (Ngazidja), Mohéli (Mwali) i Anjouan (Nzwani). Al sud-est, es troba l'illa de Mayotte, que encara pertany a França.
La capital és Moroni que es localitza a la Gran Comore. Les illes tenen origen volcànic, amb un relleu muntanyós i abrupte que aconsegueix el seu cim en el volcà actiu Karthala de 2.361 m d'altitud sobre el nivell del mar a l'illa principal.
L'arxipèlag constitueix l'ecorregió anomenada selva de les Comores.
El peix celacant, anomenat gombesa pels locals, pot ser trobat en les aigües properes a aquestes illes.

### Geografia econòmica
Amb el 95% de la població activa ocupada en les tasques agrícoles i una gran densitat de població, unida a una alta taxa de creixement demogràfic, (4%) en el període 1986-1991, l'emigració dels països veïns constitueix l'única sortida per assolir un bon percentatge de la població activa. El factor fonamental de l'endarreriment i estancament econòmic el constitueixen tant el sistema de propietat de la terra com les rígides estructures socials, ancorades en un immobilisme derivat d'una tradicional concepció islàmic.
Les exportacions de productes agrícoles (vainilla, clau i ilangilang principalment) només cobreixen un 46% de les importacions. A més, un problema afegit portat per l'especulació amb els preus dels aliments que ha causat un fort augment d'aquests. Amb un deute extern que suposa el 62% del PNB, el govern ha sabut, malgrat tot, atreure una sèrie d'ajudes, fonamentalment per part dels països àrabs, la República Sud-africana i França, el que pot suposar un inici d'aixecament a mitjà termini.

## Economia
És un dels països més pobres del món, amb una economia centrada en el sector primari i una taxa d'atur de més del 14%. La baixa qualificació de la població, els pocs recursos naturals comparats amb altres països de la regió i un transport deficient dificulten la creació d'indústries i empreses de serveis.
El govern té dificultats per mantenir els preus estables i periòdicament hi ha crisis alimentàries, malgrat el turisme creixent que aporta divises. Forma part de diverses organitzacions de la Comunitat Econòmica Africana.

## Demografia
L'ètnia comorana que habita les illes principals (86% de la població), és d'origen àrab i africà. L'Islam és la religió dominant, i les escoles alcoràniques per a nens reforcen la seva influència. Encara que la cultura àrab està fermament establerta a l'arxipèlag, una minoria substancial dels ciutadans de Mayotte són catòlics i tenen una forta influència de la cultura francesa.
L'idioma més comú és el comorès (shikomor), dialecte del swahili. També es parla francès, àrab i malgaix. Prop del 57% de la població escriu amb l'alfabet llatí, més que amb l'alfabet àrab.
Té 651.901 habitants el 2004, una densitat de població de 300 hab/km², l'esperança de vida és de 62 anys i el 56,8% de la població està alfabetitzada.

### Llengües
Les llengües oficials de les Comores són l'àrab estàndard i el francès. El SIL International ha llistat un total de 7 llengües a les Comores:
- Àrab estàndard, a totes les illes.
- Comorès: 228.896 parlants, sobretot a l'illa Anjouan. També es parla a Madagascar, Mayotte i Reunió. És semblant al Swahili.
- Comorès, Mwali: 27.198 parlants a l'illa de Mohéli.
- Comorès, Ndzwani: 264.324 parlants a l'illa d'Anjouan.
- Comorès, Ngazidja: es parla a l'illa Grande Comore.
- Francès: 1700 persones que la tenen com a llengua materna.
- Malgaix: 700 parlants a les Comores.